# Швунг жимовой
Швунг — одно из вспомогательных (подсобных) упражнений в тяжёлой атлетике.
Швунг жимовой — заключается в толкании штанги грудью и всем телом при помощи мышц ног (использование подседа) и дожимание штанги в верхней точке. Другими словами это упражнение можно описать как жим стоя с включением всего тела.
Швунг толчковый — толкание штанги грудью и всем телом при помощи мышц ног (использование подседа), при этом дожимание штанги в верхней точке не допускается.